# Sami Niemi
Sami Niemi (* 16. Februar 1991 in Rovaniemi) ist ein ehemaliger finnischer Skispringer. Er startete für den Verein Ounasvaaran Hiihtoseura.

## Werdegang
Bis zum Alter von 15 Jahren war Niemi als Nordischer Kombinierer aktiv, nahm hier jedoch nicht an FIS-Wettkämpfen teil.
Sein Debüt im Skisprung-Weltcup hatte er am 1. Dezember 2007 in Kuusamo, bei dem er den 35. Rang erreichte. Seine ersten Punkte holte er am 6. Januar 2008 im Rahmen der Vierschanzentournee 2007/08, als er in Bischofshofen den 27. Platz belegte. Ein Ergebnis, das er erst vier Jahre später am 4. März 2012 in Lahti wiederholen konnte.
Der 1,81 m große Finne mit einem Gewicht von 62 kg erreichte bereits 2007 in Tarvisio bei der Junioren-Weltmeisterschaft 2007 die Bronzemedaille. Sein bestes Einzelresultat im Continental Cup war ein zweiter Platz in Rovaniemi 2007.
In der Saison 2008/2009 wurde er zum ersten Mal für eine längere Zeit im Weltcup eingesetzt, nachdem er in der Vorsaison mit zehn Punkten Rang 72 der Gesamtwertung erreichte. Im Winter 2008/09 gelangen ihm jedoch nur drei Punkte und damit Rang 82 der Gesamtwertung.
Im Sommer 2009 folgte für Niemi ein erneuter Einsatz im Skisprung-Grand-Prix. Bereits beim Auftakt in Hinterzarten stand er nach dem Teamspringen mit seinen Mannschaftskollegen als Dritter auf dem Podium. Im Einzel feierte er in Pragelato seinen ersten Punktegewinn des Sommers. Am Ende reichten diese vier Punkte jedoch nur zu Rang 71 der Grand-Prix-Gesamtwertung. Nachdem er im November in Kuusamo eine Weltcup-Punkteplatzierung verpasst hatte, ging Niemi zurück in B-Kader und startete wieder im Continental Cup.
Im Januar reiste er mit der A-Nationalmannschaft zum Weltcup nach Sapporo, konnte sich hier aber erneut nicht gut platzieren. Bei den folgenden Nordischen Junioren-Skiweltmeisterschaften 2010 in Hinterzarten sprang er im Einzel auf den 14. Platz. Im Teamspringen verpasste Niemi mit dem finnischen Team nur knapp eine Medaille und landete auf Rang vier. Zur FIS-Team-Tour 2010 rückte er eine Woche später wieder in den Weltcup-Kader. Nachdem er in Klingenthal noch die Qualifikation verpasst hatte, scheiterte er im Einzel von Willingen erst im ersten Wertungsdurchgang. Im Teamspringen an gleicher Stelle wurde er mit der Mannschaft Fünfter. Bei seinem letzten Weltcup-Einsatz in Lahti scheiterte Niemi erneut in der Qualifikation.
In den Winter 2010/11 startete Niemi im Continental Cup. Im Dezember sprang er in Engelberg auf einen guten 10. Platz. Daraufhin kam er in Zakopane erneut im Weltcup zum Einsatz, kam aber über den 48. Platz nicht hinaus. Bei den Junioren-Weltmeisterschaften 2011 im estnischen Otepää sprang er im Einzel wie auch mit der Mannschaft auf Rang sieben.
Im Skisprung-Grand-Prix 2011 kam er lediglich in Szczyrk zum Einsatz, trat aber nach erreichter Qualifikation nicht im Wettbewerb an. Nachdem Niemi zu Beginn der Saison 2011/12 in Kuusamo erneut in der Qualifikation scheiterte, verpasste er auch erneut en Sprung in den A-Kader. Er verblieb damit eine weitere Saison im Continental Cup. Erst im März 2012 kam er als Mitglied der nationalen Gruppe in Lahti erneut zum Einsatz und gewann als 27. vier Weltcup-Punkte, mit denen er sich auf Platz 69 der Gesamtwertung einreihte.
Bei der Winter-Universiade 2013 in Predazzo sicherte er sich den Titel im Einzel von der Normalschanze sowie die Silbermedaillen von der Großschanze und mit der Mannschaft auf der Normalschanze. In der Folge arbeitete Niemi an der Qualifikation für die Olympischen Winterspiele 2014 in Sotschi. Da er diese jedoch mangels Erfolgs im Continental- und Weltcups verpasste, stieß er erst Ende Februar wieder zur Mannschaft und startete beim Weltcup in Lahti. Weder dort noch in Kuopio, Trondheim oder Oslo konnte er sich Punkte sichern.
Im Sommer 2014 gewann er im Skisprung-Grand-Prix deutlich Punkte und sicherte sich mit den Plätzen 11 und 12 in Hakuba zwei Top-Platzierungen. Mit am Ende 62 Punkten stand er auf Rang 37 der Gesamtwertung und sicherte sich so seinen Startplatz im Skisprung-Weltcup zur Saison 2014/15. Bereits beim Saisonauftakt in Klingenthal bewies er mit einem vierten Platz im Teamspringen und Platz 24 im Einzel seine gute Form.
In Nischni Tagil sprang Niemi erstmals unter die Top 20 bei einem Weltcup-Springen.
Im Sommer 2016 beendete Niemi seine aktive Skisprungkarriere.

## Statistik

### Weltcup-Platzierungen
| Saison  | Platz | Punkte |
| ------- | ----- | ------ |
| 2007/08 | 72.   | 10     |
| 2008/09 | 82.   | 03     |
| 2011/12 | 69.   | 04     |
| 2014/15 | 63.   | 19     |

### Grand-Prix-Platzierungen
| Saison | Platz | Punkte |
| ------ | ----- | ------ |
| 2008   | 57.   | 27     |
| 2009   | 71.   | 04     |
| 2014   | 37.   | 62     |